# Zambijska kvača
Kvača (kwacha), ISO 4217: ZMW je službeno sredstvo plaćanja u Zambiji. Označava se simbolom ZK, a dijeli se na 100 ngwee.

Kvača je uvedena 1968. godine, kada je zamijenila kratkotrajnu zambijsku funtu, i to u omjeru 2 kvače za 1 funtu.

U optjecaju su kovanice od 5, 10 i 50 ngwee, te 1 kvača, i novčanice od 2, 5, 10, 20, 50 i 100 kvača.

## Vanjske poveznice
- Bank of Zambia  Arhivirana inačica izvorne stranice od 21. lipnja 2010. (Wayback Machine)
- New Zambian coinage dated 2012